# Сон Нгок Тан
Сон Нгок Тан (кхмер. សឺង ង៉ុកថាញ់, в'єт. Sơn Ngọc Thành (Шон Нгок Тхань); 7 грудня 1908 — 8 серпня 1977) — камбоджійський державний і політичний діяч, прем'єр-міністр країни у 1945 та 1972 роках.

## Життєпис
Народився в родині землевласника. Родина проживала в Кохінхіні, на території сучасного В'єтнаму. Навчався в Сайгоні, потім здобував юридичну освіту в Монпельє та Парижі. Був суддею в Поусаті, прокурором у Пномпені. Обіймав посаду заступника директора Буддійського інституту. 1936 року Сон Нгок Тан разом з націоналістичними активістами Пак Чхоеном і Сім Варом заснував першу газету кхмерською мовою — Nagaravatta. Видання пропагувало національні й буддійські традиції, виступала за досягнення економічної незалежності, розвиток кхмерського підприємництва. В той же час, за низкою оцінок, в матеріалах Nagaravatta простежуються симпатії до фашизму й націонал-соціалізму.
Сон Нгок Тан був прибічником камбоджійської незалежності, переконаним республіканцем, політичним опонентом французької колоніальної влади й короля Нородома Сіанука. Також він був прибічником пан азійського співробітництва, зокрема, Сон Нгок Тан висловлювався за викладання в'єтнамської мови в камбоджійських школах.
Військова поразка Франції в травні—червні 1940 року активізувала націоналістичні та прояпонські кола у Французькому Індокитаї. Виступи Nagaravatta набули більш рішучого характеру. 20 липня 1942 року Пак Чхоен організував у Пномпені демонстрацію проти французької колоніальної влади, Сон Нгок Тан також узяв у ній участь. Ініціаторів акції було заарештовано, а Сон Нгок Тан утік до Японії.
Повернувся до Камбоджі в травні 1945 року, після того як король Сіанук під контролем японської окупаційної влади проголосив незалежність королівства Кампучія. Був призначений на пост міністра закордонних справ, а 14 серпня 1945 року — прем'єр-міністра. Однак у жовтні — після капітуляції Японії й відновлення французької адміністрації в Камбоджі — Сон Нгок Тан був заарештований і засланий до Сайгона, потім — до Франції. Утримувався під домашнім арештом у Пуатьє.
29 жовтня 1951 року Сон Нгок Тан з дозволу французької влади повернувся до Камбоджі. В аеропорту йому влаштували урочисту зустріч. Він став помітним діячем Демократичної партії, багато подорожував країною з антиколоніальною агітацією.
9 травня 1952 року Сон Нгок Тан з групою прибічників сховався у лісах в районі Сіємреап біля кордону з Таїландом. Очолював одне зі збройних формувань проти колоніального повстанського руху «Незалежні кхмери» (серед його прибічників був старший брат Пол Пота Салот Чхай).
9 листопада 1953 року було проголошено незалежність Королівства Камбоджа. Верховна влада зосередилась у руках Сіанука — як короля, а від 1955 — як голови уряду. Сон Нгок Тан залишався в радикальній опозиції. Спроби налагодити відносини з Сіануком й виробити загальну політичну лінію результатів не мали. Сон Нгок Тан оселився в Бангкоку, звідки керував республіканською опозицією.
1954 року встановив зв'язок із ЦРУ та почав отримувати американську фінансову допомогу. Зв'язки Сон Нгок Тана зі США зміцнились після відмови Сіанука приєднати Камбоджу до СЕАТО.
Ворожнеча з Сіануком значною мірою визначалась антикомуністичними поглядами Сон Нгок Тана. 1955 року останній очолив антикомуністичний та антимонархічний повстанський рух «Вільні кхмери». Збройні формування того руху відіграли помітну роль у В'єтнамській війні та громадянській війні у Камбоджі на боці США та Південного В'єтнаму, проти В'єтконгу та ДРВ. Сон Нгок Тан проживав у Південному В'єтнамі, біля камбоджійського кордону. Одночасно проводилась інтенсивна агітація й політична боротьба проти Сіанука. Виступи «Вільних кхмерів» викликали різку реакцію Сіанука. Проти «Вільних кхмерів» застосовувались жорсткі репресії, в тому числі страти активістів без суду. Найбільший резонанс спричинив розстріл Преап Іна, заарештованого під час спеціально спровокованих «перемовин про умови повернення Сон Нгок Тана».
1969 року праві кола в камбоджійському уряді встановили негласний контакт із Сон Нгок Таном. Була досягнута домовленість про спільні дії «в разі комуністичної атаки на Пномпень». Загроза з боку червоних кхмерів і ДРВ змусила Сіанука піти на компроміс із «Вільними кхмерами».
1970 року в Камбоджі було здійснено республіканський переворот генерала Лон Нола. Була проголошена Кхмерська Республіка, що в принципі відповідала політичному ідеалу Сон Нгок Тана.
18 березня 1972 року Сон Нгок Тан був призначений прем'єр-міністром. Однак його стосунки з Лон Нолом були складними, оскільки президент вбачав у ньому політичного конкурента. Після теракту в Пномпені, обставини якого залишились нерозкритими, 16 жовтня 1972 року Лон Нол відправив Сон Нгок Тана у відставку та заслав до Південного В'єтнаму.
17 квітня 1975 року до Пномпеня вступили «червоні кхмери». 30 квітня здався Сайгон. У Камбоджі та на всій території В'єтнаму було встановлено комуністичні режими. Сон Нгок Тан був заарештований та ув'язнений у Хошиміні. Там він і помер у віці 68 років (його молодша сестра Сон Тхі дожила до 102-річного віку).
Формування «Вільних кхмерів» здебільшого розпались, окремі нечисленні загони відступили до камбоджійсько-таїландського кордону та оселились у таборах біженців. Від 1979 року невеликі групи «Вільних кхмерів» інтегрувались у Національний фронт визволення кхмерського народу (KPNLF) та брали участь у бойових операціях проти в'єтнамської окупації та пров'єтнамського режиму НРК.
Ідеї Сон Нгок Тана певною мірою вплинули на політичні принципи KPNLF, опозиційних Буддійської ліберально-демократичної та Партії національного порятунку Камбоджі, а також організації «Бійці за свободу Камбоджі» 1990-их і 2000-их років.